# Буздуг (Јаши)
Буздуг (рум. Buzdug) насеље је у Румунији у округу Јаши у општини Дагаца. Oпштина се налази на надморској висини од 315 m.

## Становништво
Према подацима из 2002. године у насељу је живело 104 становника, од којих су сви румунске националности.